# Старый Томас

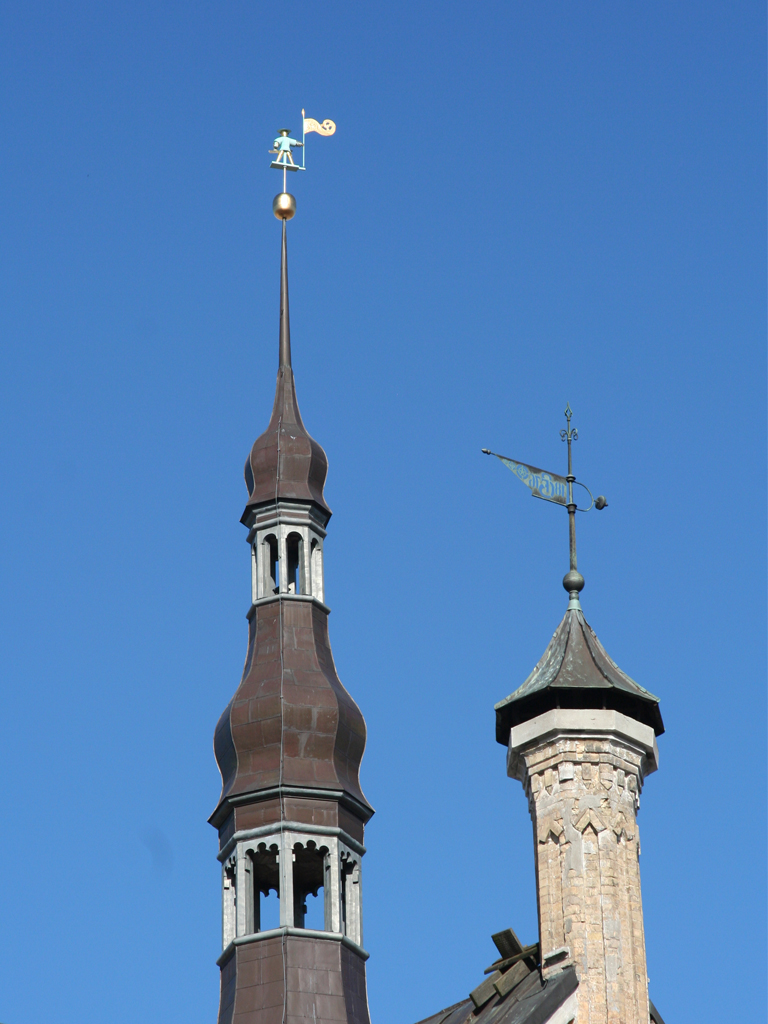
Шпиль городской ратуши Таллина

Ста́рый То́мас или Ста́рый Тоо́мас (эст. Vana Toomas) — один из самых узнаваемых символов и стражник города Таллин, столицы Эстонии. Флюгер в виде фигуры старого воина, называемого Старым Томасом, установили на вершине шпиля Таллинской городской ратуши в 1530 году. Однако самое раннее из обнаруженных упоминаний легенды о Старом Тоомасе датируется лишь 1881 годом. Появилось оно в «Ревельском календаре», выходившем на немецком языке.

## Легенда
Согласно легенде, каждую весну в средневековом Таллине, перед Большими морскими воротами в «Попугаевом саду», устраивали празднество. Лучшие стрелки города состязались на нём в стрельбе из арбалетов и луков. Кто сбивал цветную деревянную фигурку попугая, сидевшего на верхушке высокого шеста, тот становился королём стрелков. И вот однажды на турнире, когда благородные мужи только-только выстроились в ряд и натянули тетиву, попугай вдруг неожиданно свалился, пронзённый чьей-то стрелой.
Неизвестным стрелком оказался обычный таллинский юноша — бедняк по имени Тоомас. Проказника отругали как следует и заставили водрузить мишень на прежнее место. Однако новость уже успела облететь весь Таллин, и мать Тоомаса приготовилась к худшему… По счастью, дело приняло иной оборот — юношу не наказали, а предложили ему стать городским стражником, что по тем временам было огромной честью для бедняка.
Впоследствии Тоомас не раз проявлял героизм в сражениях Ливонской войны и полностью оправдал оказанное ему доверие. А к старости отпустил себе роскошные усы и стал удивительно похож на бравого воина, возвышавшегося на башне Ратуши. С той поры флюгер на Ратуше называют «Старый Тоомас».

## История
В марте 1944 года во время бомбового налёта от искр горящих зданий загорелся кивер башни Ратуши. Сожжённый шпиль был реконструирован, а новая копия Старого Томаса установлена в 1952 году. В 1996 шпиль был обновлён и для охраны Таллина была установлена третья фигура Старого Томаса. Оригинальный флюгер сохранён в Городской Ратуше. Вторая фигура, установленная в 1952 году, хранится в таллинском городском музее.

## В культуре
«Украли Старого Тоомаса» (эст. Varastati Vana Toomas) — советский музыкальный фильм, снят на киностудии «Таллинфильм» в 1970 году. Режиссёр - Семён Школьников. 
История о верном городском страже Таллина - Старом Томасе, решившим однажды покинуть свой пост - шпиль городской Ратуши, чтобы навести порядок в городе. Кроме неожиданных и удивительных приключений главного героя, зрители фильма смогут также восхититься прекрасными видами Старого и Нового Таллина.
Старый Томас и флюгер стали также визитной карточкой города Сосновый Бор в Ленинградской области. Флюгер размещен на площадке перед магазином «Таллин», фигура Старого Томаса размещена на крыше магазина возле его названия.